# Feliks Zemdegs

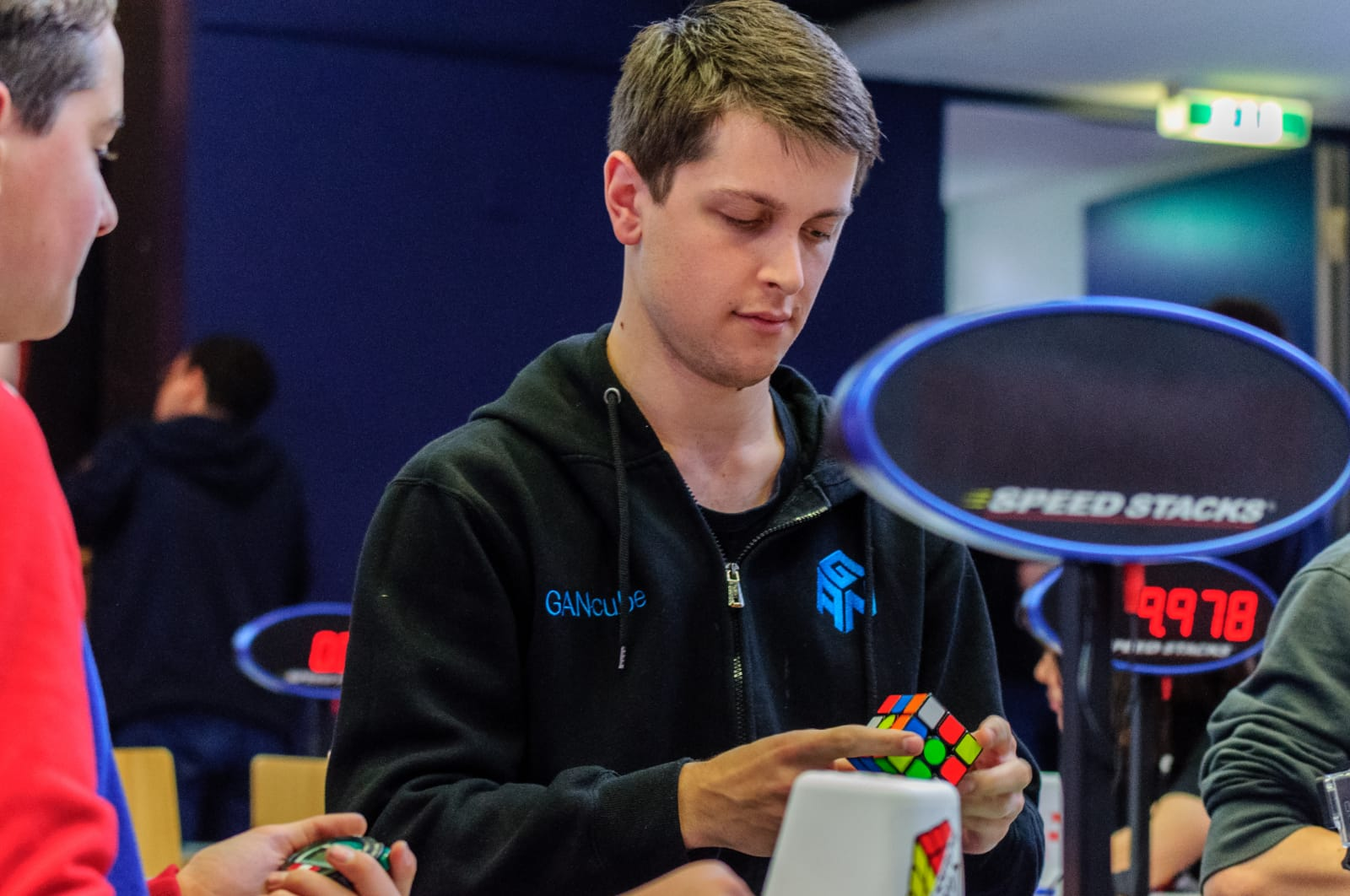
Feliks Zemdegs (2018)

Feliks Zemdegs (* 20. Dezember 1995 in Melbourne, Australien) ist ein australischer Speedcuber. Er hielt lange den Weltrekord im Lösen des Zauberwürfels auf Zeit.

## Leben
Zemdegs Großeltern väterlicherseits stammen aus Lettland, mütterlicherseits aus Litauen. Er wuchs in Melbourne auf und kaufte 2008 seinen ersten Speedcube.
Zemdegs war 2010 erstmals Weltrekordhalter im schnellsten Lösen des 3×3×3-Zauberwürfels mit einer Zeit von 7,03 Sekunden, aufgestellt bei dem Melbourne Cube Day 2010. Diesen Rekord verbesserte er in der Folge sechsmal bis auf eine Zeit von 5,66 Sekunden, aufgestellt bei der Melbourne Winter Open 2011. 2013 wurde er von Mats Valk als Rekordhalter abgelöst, der bei den Zonhoven Open 2013 die damalige Rekordzeit von 5,55 Sekunden aufstellte. Am 11. Dezember 2016 unterbot Zemdegs mit 4,73 Sekunden den vorherigen Weltrekord von Mats Valk (4,74 Sekunden). Im Januar 2018 zog er mit dem damaligen Weltrekordhalter SeungBeom Cho mit einer Zeit von 4,59 Sekunden gleich. Diesen Rekord hielten beide gemeinsam, bis Zemdegs am 6. Mai 2018 bei Cube for Cambodia 2018 eine Zeit von 4,22 Sekunden schaffte. Der Rekord wurde allerdings am 24. November 2018 von Yusheng Du mit einer Zeit von 3,47 deutlich unterboten. Am 1. März 2020 stellte er mit 4,16 Sekunden einen neuen Ozeanischen Rekord auf.
Zemdegs nahm an zahlreichen Meisterschaften teil, wurde mehrfach Weltmeister des 3×3×3-Würfels und erreichte insgesamt 121 Weltrekorde in acht Disziplinen. Zemdegs’ persönliche Bestzeit für den 3×3×3-Zauberwürfel beträgt laut eigener Aussage 3,01 Sekunden, diese wurde jedoch nicht auf einem Wettkampf erbracht und ist somit nicht offiziell anerkannt.
Am 13. März 2017 gab Zemdegs bekannt, dass er eine Webseite mit Speedcubing-Tutorials erstellt hat.

## Offizielle Bestzeiten bei N×N×N-Drehpuzzles
| Puzzle                | Single                        | Average         |
| --------------------- | ----------------------------- | --------------- |
| 2×2×2:                | 0,71 Sekunden                 | 1,45 Sekunden   |
| 3×3×3:                | 4,16 Sekunden                 | 5,53 Sekunden   |
| 4×4×4:                | 17,98 Sekunden                | 21,57 Sekunden  |
| 5×5×5:                | 36,37 Sekunden                | 40,10 Sekunden  |
| 6×6×6:                | 1:09,26 Minuten               | 1:16,08 Minuten |
| 7×7×7:                | 1:49,12 Minuten               | 2:00,63 Minuten |
| 3×3×3 Blind:          | 34,37 Sekunden                | 47,13 Sekunden  |
| 3×3×3 Fewest Moves:   | 24 Züge                       | 27,33 Züge      |
| 3×3×3 Einhändig:      | 6,88 Sekunden                 | 9,60 Sekunden   |
| 4×4×4 Blind:          | 3:37,80 Minuten               |                 |
| 5×5×5 Blind:          | 11:56,00 Minuten              |                 |
| 3×3×3 Mehrfach-Blind: | 11/11 Würfel in 47:01 Minuten | [ Anm. 1 ]      |

(Stand 30. Juni 2025)
1. ↑  
Die Disziplin 3×3×3 multiblind hat gar keine Durchschnittswertung.

## Offizielle Bestzeiten bei anderen WCA-Puzzles
| Puzzle         | Single         | Average        |
| -------------- | -------------- | -------------- |
| Megaminx:      | 33,11 Sekunden | 36,65 Sekunden |
| Pyraminx:      | 2,27 Sekunden  | 4,20 Sekunden  |
| Rubik’s Clock: | 8,81 Sekunden  | 11,80 Sekunden |
| Skewb:         | 2,20 Sekunden  | 5,08 Sekunden  |
| Square-1:      | 8,99 Sekunden  | 12,58 Sekunden |

(Stand  30. Juni 2025)